# Austin Ramirez
Austin Ramirez (West Covina, 5 febbraio 1978) è un ex nuotatore statunitense.

## Carriera
Vinse la medaglia d'oro nella gara dei 5 km a squadre ai campionati mondiali di Perth 1998.

## Palmarès
- Mondiali

Perth 1998: oro nei 5 km a squadre.